# Norr-Husjön
Norr-Husjön är en sjö i Örnsköldsviks kommun i Ångermanland och ingår i Ångermanälvens huvudavrinningsområde. Sjön har en area på 0,161 kvadratkilometer och ligger 280,2 meter över havet.

## Delavrinningsområde
Norr-Husjön ingår i det delavrinningsområde (704509-158287) som SMHI kallar för Mynnar i Bredån. Medelhöjden är 293 meter över havet och ytan är 13,72 kvadratkilometer. Räknas de 3 avrinningsområdena uppströms in blir den ackumulerade arean 26,03 kvadratkilometer. Björnbäcken som avvattnar avrinningsområdet har biflödesordning 4, vilket innebär att vattnet flödar genom totalt 4 vattendrag innan det når havet efter 164 kilometer. Avrinningsområdet består mestadels av skog (79 procent). Avrinningsområdet har 0,7 kvadratkilometer vattenytor vilket ger det en sjöprocent på 5,1 procent.